# Leptospira interrogans
Leptospira interrogans is een gramnegatieve aerobe spirochete bacterie met een periplasmisch flagellum die bekend is als de verwekker van de ziekte van Weil. Hij kan ook meningitis of een cytokinestorm veroorzaken. De behandeling bestaat doorgaans uit het zo vroeg mogelijk toedienen van antibiotica.
De bacteriën kunnen worden overgedragen door besmette dieren, zowel wilde dieren als huisdieren. Meestal zijn het knaagdieren (bruine rat) die de ziekte overdragen. De overdracht vindt gewoonlijk plaats door urine van dieren of door water of aarde die dierlijke urine bevat en in contact komt met wondjes in de menselijke huid, met de ogen, de mond of de neus.